# Camille Utterback
Camille Utterback (Bloomington, Indiana, 1970) és una artista multimèdia estatunidenca especialitzada en instal·lacions interactives.

## Biografia
Utterback va rebre el seu grau d'universitari al Williams College i un master del Programa de Telecomunicacions interactives de la Tisch School of Arts de la Universitat de Nova York. Ha rebut diverses beques i premis incloent-hi una fellowship de la Fundació Rockefeller i un premi del Festival Internacional d'Art Multimèdia Transmediale. També ha rebut el genius award de la Fundació John D. I Catherine T. MacArthur. Utterback ha fet de professora a la Parsons School of Designt i a la Universitat de Nova York. Actualment dona classes a la .